# Paulus' Brev til Filemon
Paulus' Brev til Filemon er det 18. skrift i Det Nye Testamente.
Brevet er skrevet omkring år 60-62.
Paulus skrev brevet, mens han sad i fængsel i Efesos pga. sin tro på Kristus. Brevet er henvendt til Filemon, som er slaveejer, og brevet omhandler dennes slave, som åbenbart er stukket af, og tilmed har omvendt sig til Kristus, givet uden at spørge sin herre om lov. Derfor er brevet også et forsvar for slaven, og i virkeligheden en opfordring til Filemon om at modtage ham, som om det var Paulus selv, han modtog tilbage: "Så sandt du regner mig for en trosfælle, så tag imod ham, som var det mig selv" (kapitel 1, vers 17).
Som bekendt var det først cirka 1800 år senere, at slaveriet blev ophævet.